# Віроломство образів

Віроломство образів

«Віроломство образів» (фр. La trahison des images, 1928—1929) — картина бельгійського художника-сюрреаліста Рене Маґрітта. Одна з головних сюрреалістичних картин поряд з «Постійністю пам'яті» Сальвадора Далі.

## Композиція
На картині зображена курильна люлька, під якою рукописно виведено напис «Це не люлька» (фр. Ceci n’est pas une pipe). Напис здається суперечливим, але фактично правильним. Картина із зображенням люльки — це не сама люлька, а її образ. Текст і зображення навмисно суперечать один одному, проте напис, по суті, теж є зображенням і складає з люлькою одне ціле.
Малюнок виконано, як ілюстрацію для дитячої книжки чи рекламу, що зумовлено професією Маґрітта, який в молодості малював рекламу.
Погоджуючись із швейцарським семіотиком Фердинаном де Соссюром, Маґрітт таким чином стверджує, що річ і її назва мають довільний зв'язок. Картина застерігає глядачів від створення надто легких зв'язків між мистецтвом (або мовою) і фізичною сферою.

## Історія
Маґрітт, ймовірно, запозичив мотив люльки з книги Ле Корбюзьє «Назустріч архітектурі» (1923), оскільки він був його шанувальником. Однак його також міг надихнути комічний напис із художньої галереї «Ceci n'est pas de l'Art» (Це не мистецтво).
Картина є предметом аналізу в книзі французького філософа Мішеля Фуко. Як писав Фуко, зміст слів та мови можуть бути довільними та умовними, а отже нефункціональними та оманливими. Це суперечить структуралізму, який стверджує про метафізичний зв'язок слова та образу, який воно позначає.